# Casteljaloux
Casteljaloux è un comune francese di 4 841 abitanti situato nel dipartimento del Lot e Garonna nella regione della Nuova Aquitania.

## Società

### Evoluzione demografica
Abitanti censiti